# 幾內亞長蜥魚
幾內亞長蜥魚（学名：Dolichosudis fuliginosa ）為輻鰭魚綱仙女魚目帆蜥魚亞目魣蜥魚科的一種，分布於東大西洋幾內亞灣、西大西洋蘇利南外海至巴西海域，屬深海魚類，深度1200公尺，體長可達24.4公分，棲息在中層水域，生活習性不明。